# Kanton Montsinéry-Tonnegrande
Der Kanton Montsinéry-Tonnegrande war ein französischer Kanton in Französisch-Guayana und im Arrondissement Cayenne.

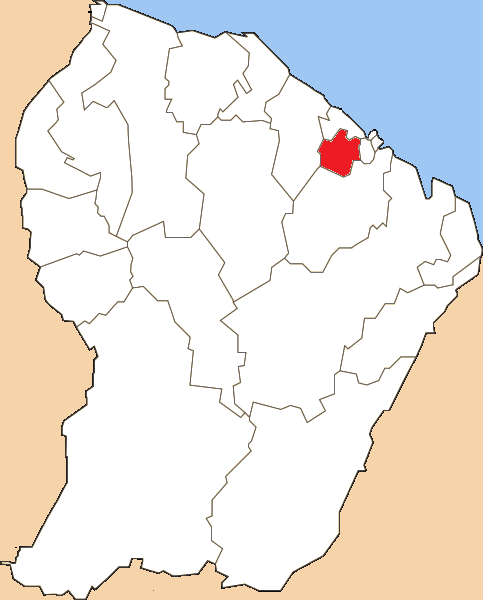
Lage des Kantons Montsinéry-Tonnegrande im Departement Guyana

Der Kanton war deckungsgleich mit der Gemeinde Montsinéry-Tonnegrande und hatte 2483 Einwohner im Jahr 2012.